# Nelco
Nelco Limited war ein britisches Unternehmen im Bereich Maschinenbau und Hersteller von Automobilen.

## Unternehmensgeschichte
Das Unternehmen wurde in den 1930er Jahren gegründet. Der Standort war beiderseits an der Station Road in Shalford. Nelco stand für Nelson und Collins. 1947 begann die Produktion von Automobilen. Der Markenname lautete Nelco. Geworben wurde u. a. im British Medical Journal in den Jahren 1947 und 1950. 1950 endete die Automobilproduktion. In den 1980er Jahren wurde das Unternehmen aufgelöst.

## Fahrzeuge
Das einzige Modell war der Solocar. Dies war ein einsitziges Dreirad mit einzelnem Vorderrad. Ein Elektromotor war im Heck montiert und trieb die Hinterachse an. Sechs Batterien mit jeweils 6 Volt waren ebenfalls im Heck angeordnet. Die Reichweite war mit 56 km angegeben. Solche Fahrzeuge waren besonders für Körperbehinderte gedacht.
Ein Fahrzeug dieses Herstellers war im Ramsgate Motor Museum in Ramsgate ausgestellt. Ein weiteres Fahrzeug ist im Taranaki Aviation Transport and Technology Museum in New Plymouth (Neuseeland) ausgestellt. Ein Fahrzeug wurde am 1. Oktober 2005 für 200 Pfund versteigert.
Reselco stellte ab 1935 nahezu identische Fahrzeuge her. Die Verbindung ist unklar.